# QV60
QV60 (Queens' Valley 60) è la sigla che identifica la tomba della regina della XIX dinastia, Nebettaui, figlia del faraone Ramses II e forse della regina Nefertari e in seguito Grande sposa reale, sita nella Valle delle Regine in Egitto.
La tomba venne menzionata sia da Champollion che da Lepsius, che ne diede una breve descrizione in un suo resoconto di una campagna di scavi durata dal 1842 al 1845 dove la tomba viene identificata come "tomba numero 6", e fu poi esplorata da Ernesto Schiaparelli (direttore del Museo egizio di Torino).

## La tomba
La tomba QV60, risalente al tredicesimo secolo a.C., è costituita da un corto corridoio, un vestibolo, una stanza laterale e la vera e propria stanza funeraria, la stanza principale. Sul muro sinistro della prima camera sono raffigurati 41 giudici, ognuno con una piuma sulla testa, e Nebettaui è raffigurata nell'atto di offrire una statua di Maat a una figura seduta avente un copricapo ornato da due piume. Nella seconda camera, invece, Nebettaui è raffigurata di fronte al dio Horus ed è qui che vengono scritti anche i diversi titoli della regina: "L'Osiride, Figlia del Re, Grande sposa reale, Signora delle Due Terre, Padrona dell'Alto e del Basso Egitto".
In una delle scene Nebettaui indossa un copricapo piuttosto particolare: una corona a forma di avvoltoio, adornata con un ureo e sormontata da un modio con alla sommità un gran numero di fiori. Questo specifico copricapo è stato osservato solo in pochi altri casi, ossia nei ritratti della regina Iside Ta-Hemdjert presenti nella sua tomba, la QV51, e della regina Tyti, anche questi presenti nella tomba della sovrana, la QV52. Una precedente versione di questo tipo di corona era stata indossata dalla regina Sitamon, figlia e moglie del faraone Amenofi III.
Durante il periodo copto la tomba fu utilizzata come cappella.